# 张洪 (1919年)
张洪（1919年2月—2012年6月16日），河南洛宁人，1938年4月加入中国共产党。曾任四川财政干部学校、四川省财贸干部学校党委书记、校长，四川省财政厅副厅长，四川省财政局党组副书记、副局长，四川财经学院院长（1978年7月 - 1983年7月）、党委书记等职。1985年10月离休。